# Dasymallomyia
Dasymallomyia es un género de dípteros nematóceros perteneciente a la familia Limoniidae.

## Especies
- Contiene las siguientes especies:
- D. clausa Alexander, 1940
- D. compacta Alexander, 1964
- D. ditenostyla Alexander, 1964
- D. klapperichi Alexander, 1955
- D. mecophallus Alexander, 1964
- D. persignata Alexander, 1932
- D. signata Brunetti, 1911
- D. tanyphallus Alexander, 1964